# Heriberto Mariezcurrena
Heriberto Mariezcurrena (1847-1898) fue un fotógrafo español.

## Biografía

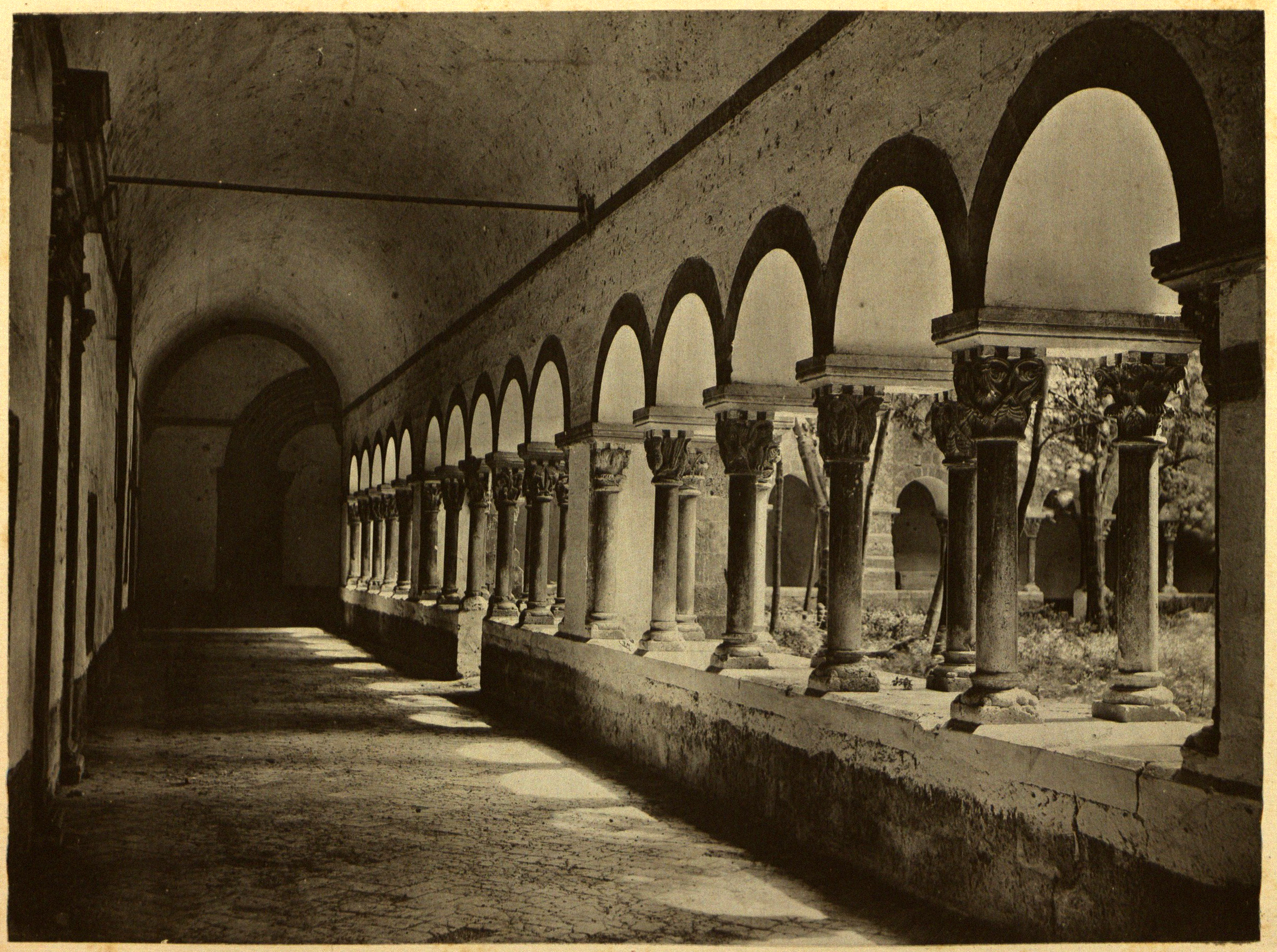
Claustro del monasterio de San Cugat del Vallés

Nació el 17 de junio de 1847 en Gerona. Activo como fotógrafo en la ciudad de Barcelona, fue uno de los promotores de la Sociedad Heliográfica Española, junto a Josep Thomas y Joan Serra i Posats. Falleció el 30 de mayo de 1898. En 1900, se publicó una biografía sobre Mariezcurrena, titulada Heribert Mariezcurrena y la introducció de la fototipia y del fotogravat, obra de Eudald Canibell.